# 順嬪 (道光帝)
順嬪（じゅんひん、嘉慶14年（1809年）2月6日 - 同治7年（1868年）3月19日）は、清の道光帝の妃嬪。姓は輝発那拉氏。鑲黄旗明祥管領の出身。父は委署庫長時泰。

## 生涯
道光4年(1824年)3月14日、順常在に封ぜられ、入宮し、同年9月に順貴人に晋封された。
道光7年(1827年)9月25日、侍医の曹進昇は順貴人に対し「脈が遅くなっていて、左の肋骨の下部が赤く腫れて硬くなり、痛みや不快感、食欲不振がある他、潰瘍が破れて出血するなどの症状が現れている。」と診断し、解熱・解毒・血液循環促進・瘀血除去効果がある「托里排膿湯」を毎晩飲むように奨めている。
道光8年(1828年)3月14日、順貴人は順常在に降格されているが、同年、西花園にて病気で危篤となり、内務府大臣禧恩やムジャンガらが葬儀の準備をしている。しかし、その後体調は回復し、順貴人に再晋封されている。ただ、翌道光9年(1829年)3月3日には順常在に降格され、仕えていた女官が一人解任されている。
道光15年(1835年)、承乾宮で順常在のもとに仕えていた十四歲の女官二妞が、仕事がきちんとできず食べ物を盗むのが好きだったために、順常在に何度も殴打された後、最終的に、庭で自ら首を絞めて自害した。
道光30年（1850年）、道光帝の崩御により即位した咸豊帝により、順貴人に尊封され、咸豊11年には咸豊帝の崩御により即位した同治帝により、順嬪に尊封された。
同治元年2月，内務府により道光帝と咸豊帝の妃嬪たちを親族たちと面会させる会が開かれた。
同治7年（1868年）3月19日、薨去し、慕陵の妃園寝に李貴人とともに陪葬された。

## 伝記資料
- 『清史稿』